# Jörg Puttlitz
Jörg Puttlitz (ur. 25 sierpnia 1962 w Hagen) – niemiecki wioślarz. Brązowy medalista olimpijski z Seulu.
Reprezentował barwy RFN. Zawody w 1988 były jego drugimi igrzyskami olimpijskimi, debiutował w 1984. Brązowy medal zdobył w czwórce bez sternika. Osadę tworzyli ponadto Norbert Keßlau, Volker Grabow i Guido Grabow. W 1983 i 1985 był mistrzem świata w tej konkurencji, w 1986 sięgnął po srebro. W ósemce był mistrzem globu w 1989.